# Província de Rehamna
La província de Rehamna (àrab: إقليم الرحامنة, iqlīm ar-Raḥāmna; amazic estàndard marroquí: ⵜⴰⵎⵏⴱⴰⴹⵜ ⵏ ⵕⵕⵃⴰⵎⵏⴰ, tamnbaḍt n Ṛṛḥamna) és una de les províncies del Marroc, fins 2015 part de la regió de Marràqueix-Tensift-El-Haouz i actualment de la de Marràqueix-Safi. Té una superfície de 5.856 km² i 315.077 habitants censats en 2014. La capital és Ben Guerir. Limita al nord amb l'oued Oum Errabiaa, a l'est amb la província d'El Kelâa des Sraghna, al sud amb l'oued Tensift i a l'oest amb la regió de Doukkala-Abda.

## Història
La província de Rehamna fou creada en 2009 – decret n. 2-09-319 d'11 de juny per desmembrament de la província d'El Kelâa des Sraghna.

## Divisió administrativa
Les 23 comunes rurals són distribuïdes en 7 caidats, que formen part de 2 cercles:
- cercle de Rehamna
  - caidat d'Oulad Tmim: Jaafra, Sidi Abdallah i Skhoura Lhadra
  - caidat de Skhour: Sidi Ghanem, Sidi Mansour i Skhour Rhamna
  - caidat de Labrikiyne: Sidi Ali Labrahla, Oulad Hassoune Hamri i Labrikiyne
  - caidat de Tnine Bouchane: Oulad Aamer Tizmarine, Ait Hammou, Bouchane i Ait Taleb
- cercle de Sidi Bou Othmane
  - caidat de Sidi Bou Othmane: Bourrous, Sidi Boubker i Jbilate
  - caidat de Louta: Nzalat Laadam, Lamharra i Oulad Imloul
  - caidat de Ras El Aïn: Akarma, Tlauh, Jaidate i Ras Ain Rhamna